# الصرة (ردفان)

تعديل مصدري - تعديل

الصرة هي إحدى قرى عزلة الحبيلين بمديرية ردفان التابعة لمحافظة لحج، بلغ تعداد سكانها 139 نسمة حسب تعداد اليمن لعام 2004.